# FIFA-Konföderationen-Pokal 2003
Der FIFA-Konföderationen-Pokal 2003 (englisch FIFA Confederations Cup 2003) war die vierte Ausspielung dieses interkontinentalen Fußball-Wettbewerbs für Nationalmannschaften unter diesem Namen und Obhut der FIFA und die sechste insgesamt und fand vom 18. bis zum 29. Juni in Frankreich statt.
Gespielt wurde wie bisher in den zwei Gruppen zu vier Teams Jeder gegen Jeden. Die jeweils beiden Gruppenersten erreichten das Halbfinale. Bei Punktgleichheit zweier Mannschaften entschied in der folgenden Reihenfolge über das Weiterkommen: die Tordifferenz und erzielten Tore aus allen Gruppenspielen, die direkten Begegnungen der betreffenden Mannschaften (Anzahl der Punkte, Torverhältnis, erzielte Tore), letztlich die Fairplay-Liste oder das Los. Ab dem Halbfinale wurde im K.-o.-System gespielt. Stand es bei den Spielen der Finalrunde nach der regulären Spielzeit von 90 Minuten unentschieden, kam es zur Verlängerung und ggf. zum Elfmeterschießen.
Gastgeber und Europameister Frankreich gewann das Turnier im Finale gegen Afrikameister Kamerun und konnte seinen Titel von 2001 verteidigen.
Überschattet war das Turnier vom tragischen Tod des kamerunischen Spielers Marc-Vivien Foé, der während des Halbfinals seiner Mannschaft gegen Kolumbien auf dem Spielfeld zusammenbrach. Nach dem Finale zwischen Frankreich und Kamerun reckten der französische Kapitän Marcel Desailly und sein Gegenüber aus Kamerun, Rigobert Song, gemeinsam den Pokal in die Höhe, um Foés zu gedenken.

## Spielorte
| Saint-Denis |

| Saint-Étienne |

| Lyon |

| Saint-Denis |

| Saint-Étienne |

| Lyon |

## Teilnehmer

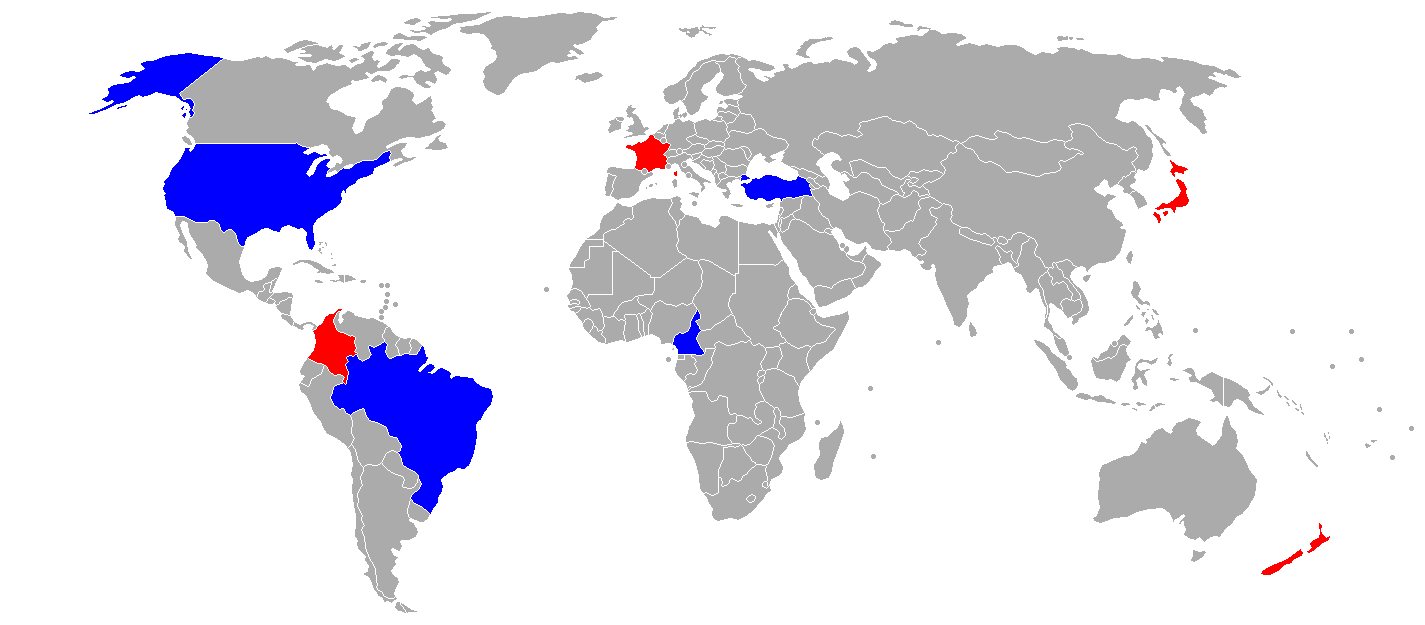
Die acht teilnehmenden Nationen (rot ist Gruppe A, blau Gruppe B)

- Frankreich – Gastgeber, Sieger der UEFA EURO 2000
- Brasilien – Weltmeister 2002
- USA – Sieger des CONCACAF Gold Cup 2002
- Kolumbien – Sieger der Copa América 2001
- Kamerun – Sieger des African Cup of Nations 2002
- Neuseeland – Sieger der Fußball-Ozeanienmeisterschaft 2002
- Japan – Sieger des AFC Asien-Pokals 2000
- Türkei – Dritter der Fußball-Weltmeisterschaft 2002

Da Europameister Frankreich bereits als Gastgeber qualifiziert war, rückte zunächst Vizeeuropameister Italien nach. Italien verzichtete jedoch auf eine Teilnahme. Weil bei der Europameisterschaft 2000 kein dritter Platz ausgespielt wurde, vergab die FIFA den freien Platz an den Vizeweltmeister Deutschland. Die deutsche Fußballnationalmannschaft sagte die Teilnahme aus Termingründen und aus Rücksicht auf die Fußball-Bundesliga-Vorbereitungen der Nationalspieler jedoch ab. Durch die Absage fiel das Teilnahmerecht schließlich der Türkei als drittplatzierter Mannschaft zu.
| Gruppe A   | Gruppe B  |
| ---------- | --------- |
| Frankreich | Brasilien |
| Kolumbien  | Kamerun   |
| Neuseeland | Türkei    |
| Japan      | USA       |

## Vorrunde

### Gruppe A
| Pl. | Land       | Sp. | S | U | N | Tore    | Diff. | Punkte |
| --- | ---------- | --- | - | - | - | ------- | ----- | ------ |
| 1.  | Frankreich | 3   | 3 | 0 | 0 | 008:100 | +7    | 09     |
| 2.  | Kolumbien  | 3   | 2 | 0 | 1 | 004:200 | +2    | 06     |
| 3.  | Japan      | 3   | 1 | 0 | 2 | 004:300 | +1    | 03     |
| 4.  | Neuseeland | 3   | 0 | 0 | 3 | 001:110 | −10   | 0      |

|                                        |   |            |           |
| 18. Juni um 18:00 Uhr in Saint-Denis   |   |            |           |
| Neuseeland                             | – | Japan      | 0:3 (0:1) |
| 18. Juni um 21:00 Uhr in Lyon          |   |            |           |
| Frankreich                             | – | Kolumbien  | 1:0 (1:0) |
| 20. Juni um 19:00 Uhr in Lyon          |   |            |           |
| Kolumbien                              | – | Neuseeland | 3:1 (0:1) |
| 20. Juni um 21:00 Uhr in Saint-Étienne |   |            |           |
| Frankreich                             | – | Japan      | 2:1 (1:0) |
| 22. Juni um 21:00 Uhr in Saint-Denis   |   |            |           |
| Frankreich                             | – | Neuseeland | 5:0 (2:0) |
| 22. Juni um 21:00 Uhr in Saint-Étienne |   |            |           |
| Japan                                  | – | Kolumbien  | 0:1 (0:0) |

### Gruppe B
| Pl. | Land      | Sp. | S | U | N | Tore    | Diff. | Punkte |
| --- | --------- | --- | - | - | - | ------- | ----- | ------ |
| 1.  | Kamerun   | 3   | 2 | 1 | 0 | 002:000 | +2    | 07     |
| 2.  | Türkei    | 3   | 1 | 1 | 1 | 004:400 | ±0    | 04     |
| 3.  | Brasilien | 3   | 1 | 1 | 1 | 003:300 | ±0    | 04     |
| 4.  | USA       | 3   | 0 | 1 | 2 | 001:300 | −2    | 01     |

|                                        |   |         |           |
| 19. Juni um 19:00 Uhr in Saint-Étienne |   |         |           |
| Türkei                                 | – | USA     | 2:1 (1:1) |
| 19. Juni um 21:00 Uhr in Saint-Denis   |   |         |           |
| Brasilien                              | – | Kamerun | 0:1 (0:0) |
| 21. Juni um 19:00 Uhr in Saint-Denis   |   |         |           |
| Kamerun                                | – | Türkei  | 1:0 (0:0) |
| 21. Juni um 21:00 Uhr in Lyon          |   |         |           |
| Brasilien                              | – | USA     | 1:0 (1:0) |
| 23. Juni um 21:00 Uhr in Saint-Étienne |   |         |           |
| Brasilien                              | – | Türkei  | 2:2 (1:0) |
| 23. Juni um 21:00 Uhr in Lyon          |   |         |           |
| USA                                    | – | Kamerun | 0:0       |

## Finalrunde

### Halbfinale
|                               |   |           |           |
| 26. Juni um 18:00 Uhr in Lyon |   |           |           |
| Kamerun                       | – | Kolumbien | 1:0 (1:0) |

Wegen eines tragischen Unglücks ging dieses Spiel in die Geschichte des Fußballs ein.
Der kamerunische Spieler Marc-Vivien Foé starb, nachdem er im Spiel in der 74. Minute zusammengesunken war. Ohne Fremdeinwirkung brach der 28-jährige Afrikaner von Manchester City zusammen. Die Mannschaft von Winfried Schäfer lag zu diesem Zeitpunkt schon mit 1:0 durch das Tor von Pius N’Diefi in Führung, was auch der Endstand des Spiels war.
|                                      |   |        |           |
| 26. Juni um 21:00 Uhr in Saint-Denis |   |        |           |
| Frankreich                           | – | Türkei | 3:2 (3:1) |

Vor 41.195 Zuschauern gingen die Franzosen durch Thierry Henry und Robert Pires in Führung. Gökdeniz Karadeniz schoss in der 42. Minute das Anschlusstor für die Türkei, bevor Sylvain Wiltord noch vor der Halbzeitpause die Führung der Franzosen wieder ausbauen konnte. Der Anschlusstreffer durch Tuncay Şanlı in der 48. Minute verhinderte den Finaleinzug der Franzosen nicht mehr, zumal Okan Yılmaz einen Elfmeter verschoss.

### Spiel um Platz 3
|                                        |   |        |           |
| 28. Juni um 18:00 Uhr in Saint-Étienne |   |        |           |
| Kolumbien                              | – | Türkei | 1:2 (0:1) |

Tuncay Şanlı (2.) und Okan Yılmaz (86.) schossen die Tore für die Türkei, Giovanni Hernández traf in der 62. Minute zum zwischenzeitlichen Ausgleich. Damit wurde die Türkei zum zweiten Mal innerhalb von zwei Jahren Dritter eines großen Turniers.

### Finale
|                                      |   |         |          |
| 29. Juni um 21:00 Uhr in Saint-Denis |   |         |          |
| Frankreich                           | – | Kamerun | 1:0 n.GG |

Thierry Henry schoss in der 97. Minute das entscheidende Golden Goal. Nach dem finalen Sieg Frankreichs über Kamerun streckten der französische Kapitän Marcel Desailly und sein Gegenüber aus Kamerun, Rigobert Song, gemeinsam den Pokal in die Höhe, um Marc-Vivien Foés, nach dessen tragischem Tod im Halbfinale, zu gedenken.

## Torschützenliste
| Rang | Spieler            | Tore |
| ---- | ------------------ | ---- |
| 1    | Thierry Henry      | 4    |
| 2    | Robert Pires       | 3    |
|      | Giovanni Hernández | 3    |
|      | Shunsuke Nakamura  | 3    |
|      | Tuncay Şanlı       | 3    |
|      | Okan Yılmaz        | 3    |
| 7    | Adriano            | 2    |
|      | Gökdeniz Karadeniz | 2    |
| 9    | Alex               | 1    |
|      | Samuel Eto’o       | 1    |
|      | Geremi Njitap      | 1    |

| Rang | Spieler          | Tore |
| ---- | ---------------- | ---- |
| 12   | Pius N’Diefi     | 1    |
|      | Jorge López      | 1    |
|      | Mario Yepes      | 1    |
|      | Djibril Cissé    | 1    |
|      | Ludovic Giuly    | 1    |
|      | Sidney Govou     | 1    |
|      | Olivier Kapo     | 1    |
|      | Sylvain Wiltord  | 1    |
|      | Hidetoshi Nakata | 1    |
|      | Raf de Gregorio  | 1    |
|      | DaMarcus Beasley | 1    |

## Auszeichnungen
Goldener Ball
Der "Goldene Ball" für den besten Spieler des Turniers ging an den Franzosen Thierry Henry. Der "Silberne Ball" ging an den Türken Tuncay Şanlı und der "Bronzene Ball" an den Kameruner Marc-Vivien Foé.
Goldener Schuh
Der "Goldene Schuh" für den besten Torschützen ging gleichfalls an den Franzosen Thierry Henry für seine vier Turniertore. Auch in dieser Kategorie ging die silberne Trophäe an den Türken Tuncay Şanlı und der "Bronzene Schuh" an den Japaner Shunsuke Nakamura. Da fünf Spieler jeweils drei Tore erzielt hatten, entschieden erst die Zahl der Torvorlagen und danach die weniger absolvierten Spielminuten über die Rangfolge.
FIFA-Fair-Play-Trophäe
Den Fair-Play-Preis für sportlich korrektes Auftreten auf und außerhalb des Rasens erhielt die japanische Fußballnationalmannschaft.